# River Point (Oregon)
River Point az Amerikai Egyesült Államok északnyugati részén, Oregon állam Clatsop megyéjében elhelyezkedő statisztikai település. A 2020. évi népszámlálási adatok alapján 397 lakosa van.